# 枚方公園駅

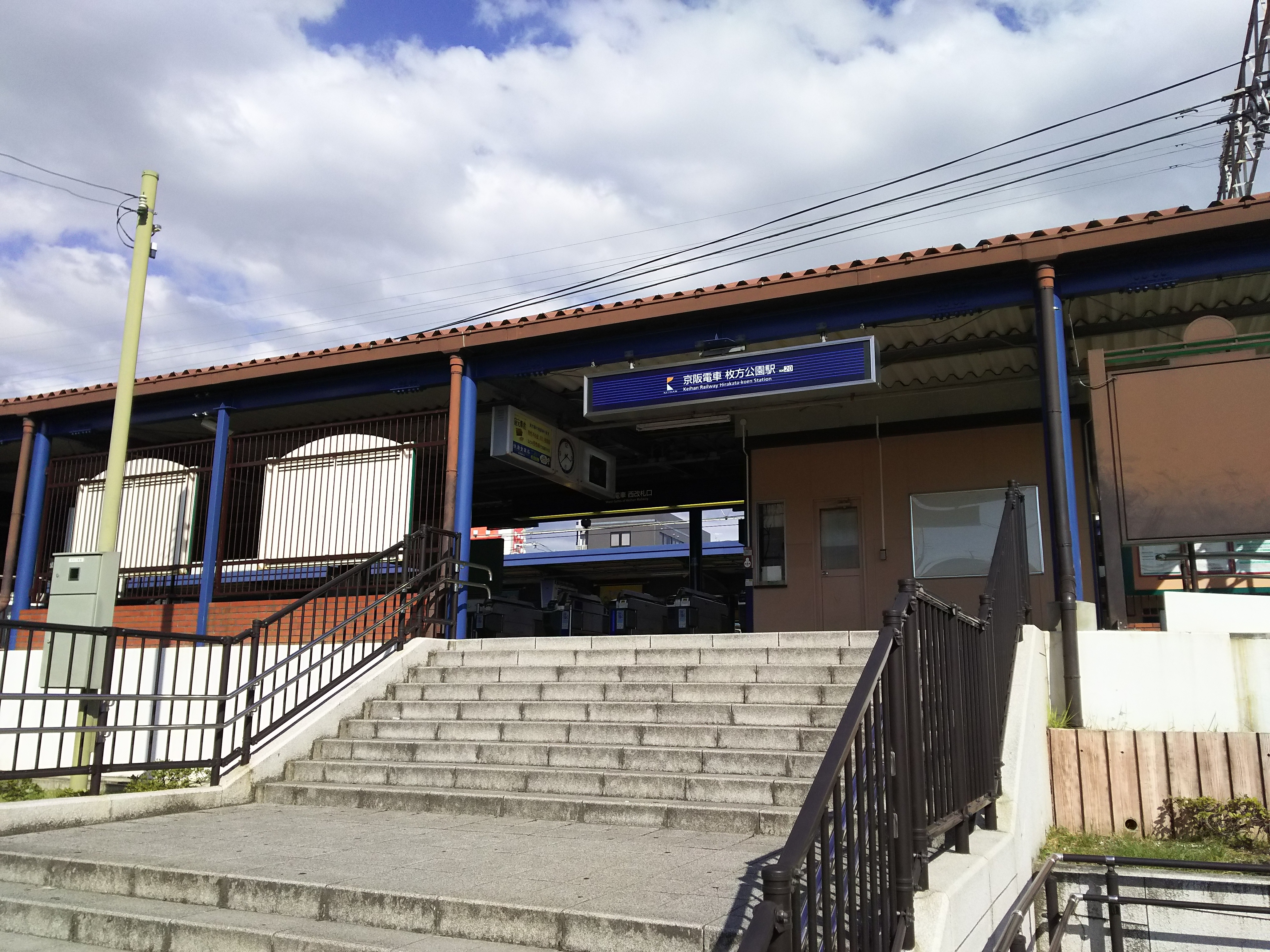
西口（2016年8月）

枚方公園駅（ひらかたこうえんえき）は、大阪府枚方市伊加賀東町にある、京阪電気鉄道京阪本線の駅。駅番号はKH20。

## 概要
京阪グループの遊園地・ひらかたパーク（通称:ひらパー）の最寄駅である。ひらかたパーク営業時間中は車内放送で「ひらかたパークへお越しのお客様は、この駅でお降り下さい」と案内される。かつては「枚方公園、菊人形前」「〜、スケートリンク前」「〜、○○○○会場前」などと、「ひらかたパーク」という名前を出さずに、その時期に行われている催しをアナウンスしていた時期もあった。
大阪府下の急行停車駅の中では最も利用客が少なく、急行通過駅である牧野駅、光善寺駅、萱島駅、さらに準急通過駅である萱島駅〜守口市駅間の各途中駅の方が当駅よりも乗降客数が多い。休日のひらかたパーク開園時間は行楽客の下車が多いが、平日の利用客は少なめである。
近接する他の急行停車駅と比べて利用客が少ないため2008年10月のダイヤ改正で新設された快速急行は当駅を通過することとなり、また急行が早朝・深夜にしか運転されなくなったことから、実質的に隣接する光善寺駅とほぼ同等の準急停車駅相当に格下げされることとなった（その後、一時的に急行の日中運行が復活している。現在は日中は運行されないが、朝方や平日夕方に設定あり）。

## 歴史
枚方宿の大阪側にあり、1910年の開業当初は枚方駅（ひらかたえき）と称した。
隣の枚方東口駅付近が枚方の中心となったことから、1949年に枚方東口駅が枚方市駅に改称するのに合わせ、枚方公園駅に改称した。改称した当時、現在のひらかたパークの敷地は、枚方市が都市計画法に基づく市立公園として土地を整備していた。その後、税制改正のため公園で開催する菊人形の入場税が市税から府税に変更となったことで市と京阪の関係が悪化、その解決策として1952年に公園敷地は京阪の所有に変更され、遊園地となった経緯がある。
1957年（昭和32年）10月31日、日本初の試みとして「バラ園付き鉄筋住宅」が分譲された、これは当時東洋一のバラ園をもつひらかたパークの側での住宅建設を示す付加価値を付けて住宅を分譲して、住民増加による京阪利用者の増加を狙った不動産開発だった。
丹波橋駅を介して京阪本線と近鉄京都線の相互直通運転が行われていた時代、ひらかたパークの来園客向けに近鉄京都駅と当駅を結ぶ臨時急行が運行されていたこともある。

### 年表
- 1910年（明治43年）4月15日：枚方駅として開業[8]。
- 1917年（大正6年）1月1日：停車中の三条行き普通車62号に急行車19号が追突する事故発生。重軽傷者43名[9]。
- 1939年（昭和14年）3月1日：大阪陸軍兵器支廠禁野倉庫の爆発事故により香里園駅 - 樟葉駅間が不通、3月6日駅の使用が再開[10]。
- 1943年（昭和18年）10月1日：会社合併により京阪神急行電鉄の駅となる。
- 1949年（昭和24年）
  - 10月1日：枚方公園駅に改称[8]。
  - 12月1日：会社分離により京阪電気鉄道の駅となる。
- 1961年（昭和36年）12月1日：急行の日中停車を開始。
- 1977年（昭和52年）9月15日：上下ホーム間の地下道完成[8]。
- 1983年（昭和58年）10月17日：駅近くの映画館跡に、枚方市が無料駐輪場を設置[11]。
- 1986年（昭和61年）3月末：大阪行きホームの便所改築・水洗化、身障者用設備設置[12]。
- 1994年（平成6年）12月27日：京都行きホームに待合室設置（冷暖房化済み）[13]。
- 2002年（平成14年）3月7日：LED行き先表示機を設置、使用開始[14]。
- 2008年（平成14年）10月19日：急行が深夜急行（廃止）や樟葉駅発着の快速急行と分離されたことに伴い終日停車となる。
- 2012年（平成24年）10月4日：駅構内の美装化工事完成[15]。
- 2019年（令和元年）10月：駅構内のトイレ、リニューアル工事竣工。個室はすべて洋式トイレに[16]。

## 駅構造

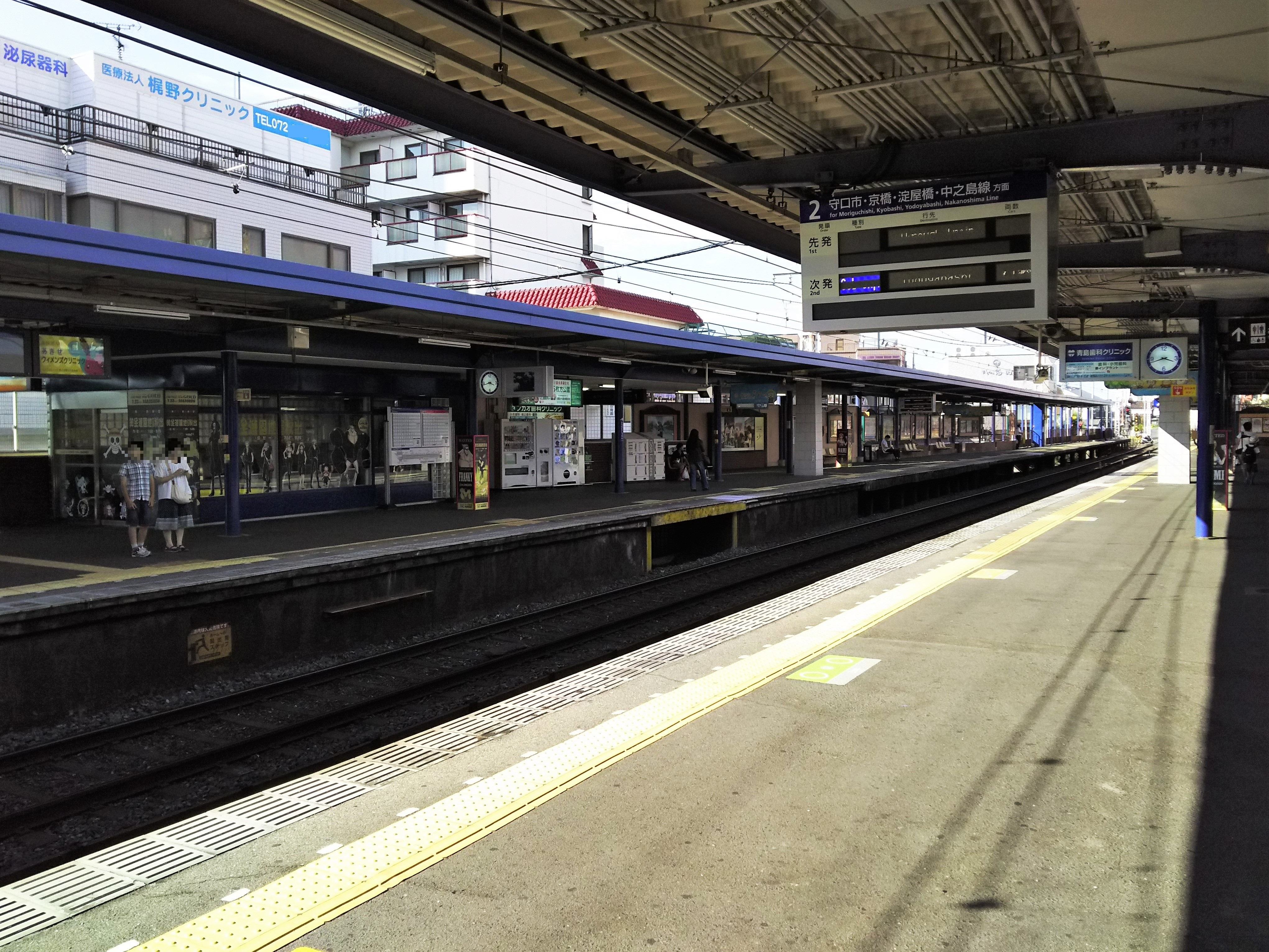
ホーム（2016年8月）

相対式ホーム2面2線のを持つ地平駅。改札口は両側のホームの淀屋橋寄りにあり、互いのホームは地下道で結ばれている。バリアフリー対策として早くからスロープが設置されている。両ホームとも有効長は8両。
現在は詳細型自動放送が導入されているが、1990年代頃まではローカル駅同様の簡易型自動放送が用いられていた。

### のりば
| 番線 | 路線      | 方向 | 行先                 |
| ---- | --------- | ---- | -------------------- |
| 1    | ■京阪本線 | 上り | 三条・出町柳方面     |
| 2    | ■京阪本線 | 下り | 淀屋橋・中之島線方面 |

## 利用状況
2022年（令和4年）度のある特定日における1日の乗降人員は15,901人（乗車人員：8,102人、降車人員：7,799人）である。
各年度の特定日における1日利用状況は下表の通りである。
| 年度               | 乗車人員 | 降車人員 | 乗降人員 | 出典          | 出典          |
| 年度               | 乗車人員 | 降車人員 | 乗降人員 | 大阪府        | 枚方市        |
| ------------------ | -------- | -------- | -------- | ------------- | ------------- |
| 1966年（昭和41年） | 7,831    | -        | -        | [ 大阪府 1 ]  | -             |
| 1967年（昭和42年） | 8,320    | -        | -        | [ 大阪府 2 ]  | -             |
| 1968年（昭和43年） | 8,696    | -        | -        | [ 大阪府 3 ]  | -             |
| 1969年（昭和44年） | 10,097   | -        | -        | [ 大阪府 4 ]  | -             |
| 1970年（昭和45年） | 11,268   | -        | -        | [ 大阪府 5 ]  | -             |
| 1971年（昭和46年） | 11,011   | -        | -        | [ 大阪府 6 ]  | -             |
| 1972年（昭和47年） | 11,896   | -        | -        | [ 大阪府 7 ]  | -             |
| 1973年（昭和48年） | 11,520   | -        | -        | [ 大阪府 8 ]  | -             |
| 1974年（昭和49年） | 11,333   | -        | -        | [ 大阪府 9 ]  | -             |
| 1975年（昭和50年） | 11,267   | -        | -        | [ 大阪府 10 ] | -             |
| 1976年（昭和51年） | 12,523   | -        | -        | [ 大阪府 11 ] | -             |
| 1977年（昭和52年） | 12,232   | -        | -        | [ 大阪府 12 ] | -             |
| 1978年（昭和53年） | 12,162   | -        | -        | [ 大阪府 13 ] | -             |
| 1979年（昭和54年） | 13,082   | -        | -        | [ 大阪府 14 ] | -             |
| 1980年（昭和55年） | 11,644   | -        | -        | [ 大阪府 15 ] | -             |
| 1981年（昭和56年） | 12,097   | -        | -        | [ 大阪府 16 ] | -             |
| 1982年（昭和57年） | 12,736   | 12,204   | 24,940   | [ 大阪府 17 ] | -             |
| 1983年（昭和58年） | 12,354   | 12,146   | 24,500   | [ 大阪府 18 ] | -             |
| 1984年（昭和59年） | 12,219   | 12,132   | 24,351   | [ 大阪府 19 ] | -             |
| 1985年（昭和60年） | 12,900   | 13,013   | 25,913   | [ 大阪府 20 ] | -             |
| 1986年（昭和61年） | 12,849   | 12,690   | 25,539   | [ 大阪府 21 ] | -             |
| 1987年（昭和62年） | 14,341   | 13,936   | 28,277   | [ 大阪府 22 ] | -             |
| 1988年（昭和63年） | 14,886   | 14,435   | 29,321   | [ 大阪府 23 ] | -             |
| 1989年（平成元年） | 13,817   | 13,445   | 27,262   | [ 大阪府 24 ] | -             |
| 1990年（平成02年） | 16,257   | 15,896   | 32,153   | [ 大阪府 25 ] | -             |
| 1991年（平成03年） | -        | -        | -        | [ 大阪府 26 ] | -             |
| 1992年（平成04年） | 14,799   | 14,356   | 29,155   | [ 大阪府 27 ] | -             |
| 1993年（平成05年） | -        | -        | -        | [ 大阪府 28 ] | -             |
| 1994年（平成06年） | -        | -        | -        | [ 大阪府 29 ] | -             |
| 1995年（平成07年） | 13,588   | 13,143   | 26,731   | [ 大阪府 30 ] | -             |
| 1996年（平成08年） | -        | -        | -        | [ 大阪府 31 ] | -             |
| 1997年（平成09年） | -        | -        | -        | [ 大阪府 32 ] | -             |
| 1998年（平成10年） | 10,513   | 10,472   | 20,985   | [ 大阪府 33 ] | -             |
| 1999年（平成11年） | -        | -        | -        | [ 大阪府 34 ] | -             |
| 2000年（平成12年） | 12,580   | 12,316   | 24,896   | [ 大阪府 35 ] | -             |
| 2001年（平成13年） | -        | -        | -        | [ 大阪府 36 ] | -             |
| 2002年（平成14年） | 10,377   | 10,024   | 20,401   | [ 大阪府 37 ] | [ 枚方市 1 ]  |
| 2003年（平成15年） | 10,811   | 10,454   | 21,265   | [ 大阪府 38 ] | [ 枚方市 1 ]  |
| 2004年（平成16年） | 11,765   | 11,662   | 23,427   | [ 大阪府 39 ] | [ 枚方市 1 ]  |
| 2005年（平成17年） | 15,286   | 15,204   | 30,490   | [ 大阪府 40 ] | [ 枚方市 1 ]  |
| 2006年（平成18年） | 9,770    | 9,583    | 19,353   | [ 大阪府 41 ] | [ 枚方市 1 ]  |
| 2007年（平成19年） | 9,385    | 9,216    | 18,601   | [ 大阪府 42 ] | [ 枚方市 2 ]  |
| 2008年（平成20年） | 9,504    | 9,263    | 18,767   | [ 大阪府 43 ] | [ 枚方市 3 ]  |
| 2009年（平成21年） | 9,289    | 9,135    | 18,424   | [ 大阪府 44 ] | [ 枚方市 4 ]  |
| 2010年（平成22年） | 9,288    | 9,083    | 18,371   | [ 大阪府 45 ] | [ 枚方市 5 ]  |
| 2011年（平成23年） | 9,083    | 8,755    | 17,838   | [ 大阪府 46 ] | [ 枚方市 6 ]  |
| 2012年（平成24年） | 9,615    | 9,385    | 19,000   | [ 大阪府 47 ] | [ 枚方市 7 ]  |
| 2013年（平成25年） | 9,065    | 8,763    | 17,828   | [ 大阪府 48 ] | [ 枚方市 8 ]  |
| 2014年（平成26年） | 9,383    | 9,076    | 18,459   | [ 大阪府 49 ] | [ 枚方市 9 ]  |
| 2015年（平成27年） | 9,395    | 9,054    | 18,449   | [ 大阪府 50 ] | [ 枚方市 10 ] |
| 2016年（平成28年） | 9,402    | 9,104    | 18,506   | [ 大阪府 51 ] | [ 枚方市 11 ] |
| 2017年（平成29年） | 9,507    | 9,142    | 18,649   | [ 大阪府 52 ] | [ 枚方市 12 ] |
| 2018年（平成30年） | 9,431    | 8,996    | 18,427   | [ 大阪府 53 ] | [ 枚方市 13 ] |
| 2019年（令和元年） | 10,357   | 10,384   | 20,741   | [ 大阪府 54 ] | [ 枚方市 14 ] |
| 2020年（令和02年） | 8,153    | 7,921    | 16,074   | [ 大阪府 55 ] | [ 枚方市 15 ] |
| 2021年（令和03年） | 8,036    | 7,624    | 15,660   | [ 大阪府 56 ] | [ 枚方市 16 ] |
| 2022年（令和04年） | 8,102    | 7,799    | 15,901   | [ 大阪府 57 ] | [ 枚方市 17 ] |

## 駅周辺

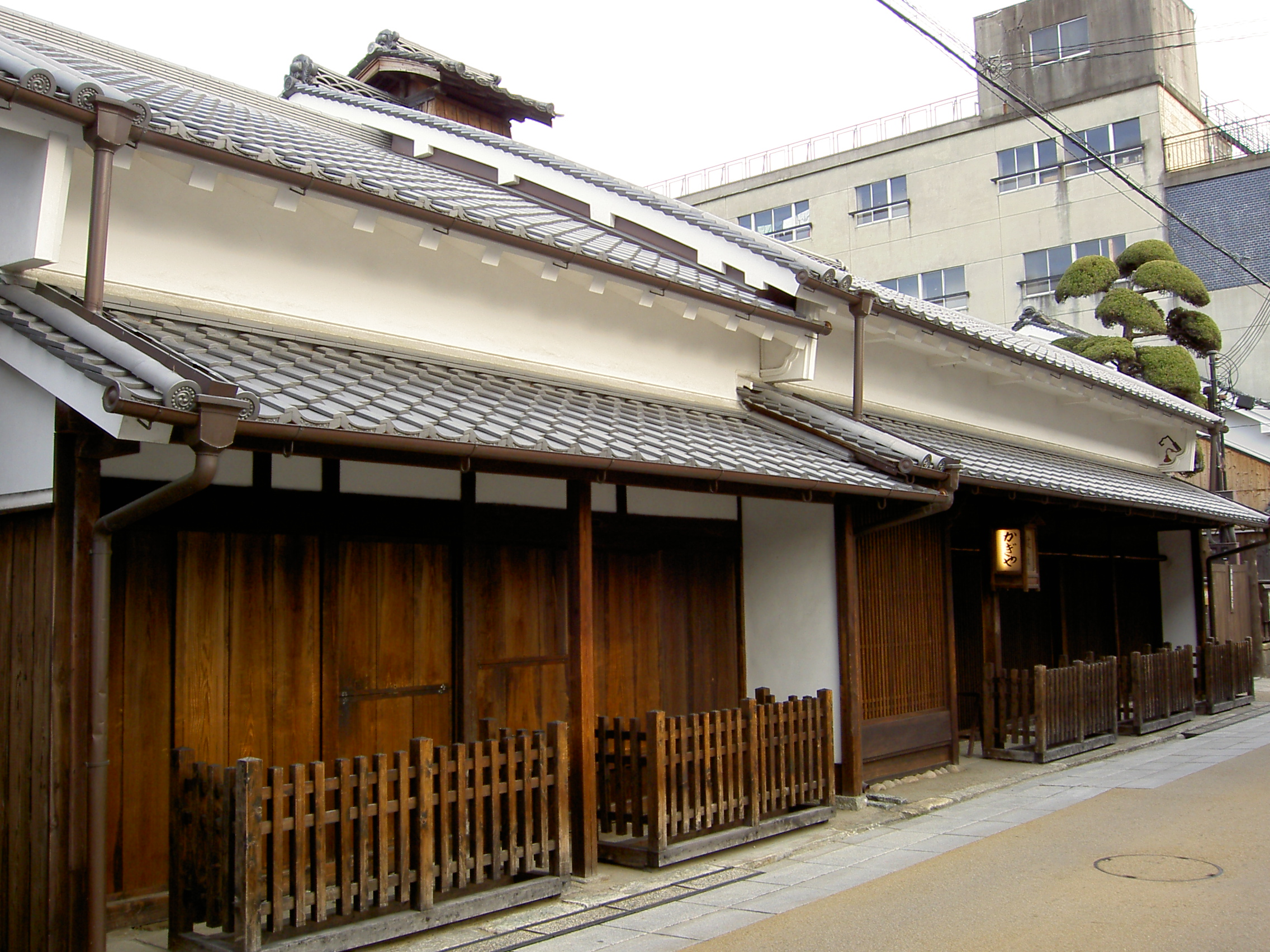
枚方市立枚方宿鍵屋資料館

京阪電鉄子会社の京阪レジャーサービスが運営する遊園地・ひらかたパーク（通称:ひらパー）の最寄り駅で、東口から400メートルほどの距離にあり徒歩5分程度でアクセス可能。
ひらかたパーク以外の主な周辺施設は以下の通り。
- 淀川河川公園枚方地区
- 国道1号（枚方バイパス）
- 国道170号（大阪外環状線）
- 大阪府道6号枚方亀岡線
- 大阪府道13号京都守口線
- 大阪府道21号八尾枚方線
- 大阪府道139号枚方茨木線
- 大阪府道804号北河内自転車道線
- 枚方大橋
- 枚方公園駅前郵便局
- 枚方市立枚方小学校
- 枚方市立枚方宿鍵屋資料館
- 枚方市立図書館 枚方公園分室
  - 枚方公園青少年センター

## バス路線
駅前ロータリーに京阪バスが発着。全て交野営業所管轄で、停留所名は「枚方公園駅前」。ただしバス車両の行先表示機では「枚方公園駅」と表示される。
他に枚方公園口停留所も利用可能。西口から徒歩5分程度。こちらは全て高槻営業所の管轄で、主に高槻・茨木方面のバスが発着する。
| 停留所名     | のりば | 路線名                                 | 系統・行先                             | 備考                                                               |
| ------------ | ------ | -------------------------------------- | -------------------------------------- | ------------------------------------------------------------------ |
| 枚方公園駅前 | -      | 香里団地線                             | 4号経路：枚方市駅南口                  | 夕方以降と土休日朝に運行。新香里・公孫樹通経由                     |
| 枚方公園駅前 | -      | 香里団地線                             | 5号経路：枚方市駅南口                  | 朝と土休日夜に少数運行。公孫樹通・新香里・藤田川いずれも経由しない |
| 枚方公園駅前 | -      | 香里団地線                             | 6号経路：枚方市駅南口/藤田川/新香里    | 朝夕に運行。藤田川または新香里までの区間便が多い                   |
| 枚方公園駅前 | -      | 香里団地線                             | 8号経路：枚方市駅南口                  | 主に日中の運行。公孫樹通・新香里・藤田川経由                       |
| 枚方公園駅前 | -      | 東中振山之上線                         | ろ号経路：枚方市駅南口                 | ほぼ日中時間帯のみ運行。山之上五丁目経由                           |
| 枚方公園口   | 西行き | 枚方高槻線                             | 1号経路：JR高槻                        | 早朝・夜間は運行されない                                           |
| 枚方公園口   | 西行き | 枚方高槻線                             | 1A号経路：JR高槻                       | 早朝・夜間と平日昼間時の運行。阪急高槻経由                         |
| 枚方公園口   | 西行き | 枚方高槻線                             | 1C号経路：竹ノ内町                     | 平日深夜1便のみ運行の深夜バス。阪急高槻・JR高槻経由                |
| 枚方公園口   | 西行き | 枚方高槻線                             | 2号経路：阪急高槻                      | 夜間は運行されない                                                 |
| 枚方公園口   | 西行き | 枚方茨木線                             | 3号経路：JR茨木/阪急茨木               | 朝晩のみ運行。晩は阪急茨木止まり                                   |
| 枚方公園口   | 西行き | 枚方茨木線                             | 7号経路：JR茨木                        | 平日は朝時間帯以外以降の運行。白川三丁目経由                       |
| 枚方公園口   | 西行き | 枚方出口線                             | 16号経路：伊加賀小学校方面             | 日中時間帯のみ運行。平日の一部便は伊加賀小学校止まり               |
| 枚方公園口   | 東行き | 枚方出口線                             | 16号経路：枚方市駅南口・イズミヤ前方面 | 平日1本のみ                                                        |
| 枚方公園口   | 東行き | 1・1A・2・3・7・16号経路：枚方市駅北口 |                                        |                                                                    |

### 京阪バス利用状況
2022年次の1日平均乗降人員は枚方公園駅前停留所が2,204人（乗車人員：1,135人、降車人員：1,069人）、枚方公園口停留所が733人（乗車人員：382人、降車人員：351人）。近年の1日平均利用状況は下表の通り。
| 年次               | 枚方公園駅前 | 枚方公園駅前 | 枚方公園駅前 | 枚方公園口 | 枚方公園口 | 枚方公園口 | 出典          |
| 年次               | 乗車人員     | 降車人員     | 乗降人員     | 乗車人員   | 降車人員   | 乗降人員   | 出典          |
| ------------------ | ------------ | ------------ | ------------ | ---------- | ---------- | ---------- | ------------- |
| 2002年（平成14年） | 2,201        | 2,087        | 4,288        | 467        | 423        | 890        | [ 枚方市 18 ] |
| 2003年（平成15年） | 2,090        | 1,982        | 4,072        | 464        | 419        | 883        | [ 枚方市 18 ] |
| 2004年（平成16年） | 2,031        | 1,926        | 3,957        | 459        | 415        | 874        | [ 枚方市 18 ] |
| 2005年（平成17年） | 1,892        | 1,794        | 3,686        | 464        | 419        | 883        | [ 枚方市 18 ] |
| 2006年（平成18年） | 1,923        | 1,823        | 3,746        | 469        | 424        | 893        | [ 枚方市 18 ] |
| 2007年（平成19年） | 1,515        | 1,427        | 2,942        | 475        | 430        | 905        | [ 枚方市 19 ] |
| 2008年（平成20年） | 1,516        | 1,428        | 2,944        | 588        | 531        | 1,119      | [ 枚方市 20 ] |
| 2009年（平成21年） | 1,385        | 1,305        | 2,690        | 436        | 402        | 838        | [ 枚方市 21 ] |
| 2010年（平成22年） | 1,384        | 1,304        | 2,688        | 438        | 404        | 842        | [ 枚方市 22 ] |
| 2011年（平成23年） | 1,336        | 1,259        | 2,595        | 428        | 394        | 822        | [ 枚方市 23 ] |
| 2012年（平成24年） | 1,330        | 1,253        | 2,583        | 427        | 393        | 820        | [ 枚方市 24 ] |
| 2013年（平成25年） | 1,300        | 1,225        | 2,525        | 427        | 393        | 820        | [ 枚方市 25 ] |
| 2014年（平成26年） | 1,312        | 1,236        | 2,548        | 429        | 395        | 824        | [ 枚方市 26 ] |
| 2015年（平成27年） | 1,327        | 1,250        | 2,577        | 439        | 404        | 843        | [ 枚方市 27 ] |
| 2016年（平成28年） | 1,331        | 1,254        | 2,585        | 449        | 414        | 863        | [ 枚方市 28 ] |
| 2017年（平成29年） | 1,340        | 1,263        | 2,603        | 451        | 415        | 866        | [ 枚方市 29 ] |
| 2018年（平成30年） | 1,352        | 1,273        | 2,625        | 449        | 413        | 862        | [ 枚方市 30 ] |
| 2019年（令和元年） | 1,326        | 1,250        | 2,576        | 436        | 402        | 838        | [ 枚方市 31 ] |
| 2020年（令和02年） | 1,004        | 946          | 1,950        | 332        | 306        | 638        | [ 枚方市 32 ] |
| 2021年（令和03年） | 1,034        | 974          | 2,008        | 343        | 316        | 659        | [ 枚方市 33 ] |
| 2022年（令和04年） | 1,135        | 1,069        | 2,204        | 382        | 351        | 733        | [ 枚方市 34 ] |

## その他

### 企画関係
2014年7月から同年9月まで、ひらかたパークで開催されたアニメ・『黒子のバスケ』イベントに合わせて、出町柳方面の待合室にキャラクターのラッピングがされた。
2016年10月9日から2017年1月7日までひらかたパーク、イベントホールで開催されるドラゴンクエストミュージアムの連動企画として、当駅にある自動改札機のうちの特定の1機をIC乗車券で通ると、通常の応答音の代わりにドラゴンクエストのレベルアップ音が鳴る企画があった。

### 立体交差事業
当駅前にある踏切は「開かずの踏切」となっている。遮断機をくぐる通行者が続出して問題となったため、実験として構内通行券の発行が行われたことがあった。
これらの踏切解消のため寝屋川市駅〜枚方市駅間5.5km（枚方市側3.4km・寝屋川市側2.1km）の高架化計画が2013年基本設計がまとめられ、2014年より用地取得を開始、仮線を引き1線ずつ高架化される計画で2028年完成予定。なお枚方公園駅は現在地より大阪側にやや移動される。

## 隣の駅
京阪電気鉄道
京阪本線
■快速特急「洛楽」・□ライナー・■特急・■通勤快急・■快速急行
通過
■急行
香里園駅 (KH18) - 枚方公園駅 (KH20) - 枚方市駅 (KH21)
■通勤準急（平日朝下りのみ運転）・■準急・■区間急行・■普通
光善寺駅 (KH19) - 枚方公園駅 (KH20) - 枚方市駅 (KH21)
- （）内は駅番号を示す。

### 記事本文